# Tenri
Tenri (天理市 -shi) é uma cidade japonesa localizada na prefeitura de Nara.
Em 2003 a cidade tinha uma população estimada em 72 161 habitantes e uma densidade populacional de 835,49 h/km². Tem uma área total de 86,37 km². Recebeu o nome devido à religião Tenrikyo.
Recebeu o estatuto de cidade a 1 de Abril de 1954.

## Cidades-irmãs
- Bauru, Brasil
- La Serena, Chile
- Seosan, Coreia do Sul